# Borstal Boy (phim)
Borstal Boy Borstal Boy là một bộ phim tình cảm lãng mạn năm 2000 của đạo diễn Peter Sheridan, dựa trên cuốn tiểu thuyết tự truyện cùng tên năm 1958 của Brendan Behan.

## Nội dung
Năm 1941, Brendan Behan (Shawn Hatosy), 16 tuổi, tình nguyện viên IRA, đang thực hiện nhiệm vụ ném bom từ Ireland đến Liverpool trong Thế chiến thứ hai. Nhiệm vụ của anh ta bị cản trở khi anh ta bị bắt, bị buộc tội và bị giam cầm tại Borstal, một tổ chức cải cách dành cho những phạm nhân trẻ tuổi ở East Anglia, Anh. Tại Borstal, Brendan buộc phải sống trực diện đối mặt với những kẻ mà anh ta coi là kẻ thù của mình, một cuộc đối đầu cho thấy một cuộc xung đột nội tâm sâu sắc ở Brendan trẻ tuổi và buộc một cuộc tự kiểm tra vừa đau thương vừa lộ liễu. Các sự kiện diễn ra bất ngờ và Brendan bị ném vào vòng xoáy hoàn chỉnh. Trong vòng xoáy cảm xúc, cuối cùng anh cũng phải đối mặt với sự thật.

## Diễn viên
- Shawn Hatosy vai Brendan Behan
- Danny Dyer vai Charlie Milwall
- Lee Ingleby vai Dale
- Michael York vai Joyce
- Eva Birthistle vai Liz Joyce
- Mark Huberman vai Mac
- Ian McElhinney vai Verreker
- Ronnie Drew vai Customs

## Liên kết
- Borstal Boy trên Internet Movie Database
- Borstal Boy tại Box Office Mojo
- Borstal Boy tại Metacritic
- New York Times review
- LA Times review